# التمييز في الولايات المتحدة

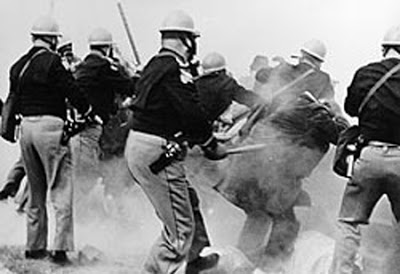
التميز في الولايات المتحدة الأمريكية

يشمل التمييز «الفروق على أساس الطبقة أو الفئة بغض النظر عن الاستحقاق الفردي، وخاصة لإظهار التحيز على أساس الإثنية أو النوع الاجتماعي أو أي عامل اجتماعي مماثل». يستخدم هذا المصطلح لتسليط الضوء على الاختلاف في المعاملة بين أعضاء المجموعات المختلفة، عندما تُمَيَّز إحدى المجموعات وتُعامل بشكل سيء عمدا، أو عند عدم منحها فرص متساوية. اتسمت المواقف تجاه الأقليات في الولايات المتحدة بالتمييز على مر التاريخ. أصبح العديد من أشكال التمييز وخاصة القائم على الأصل القومي والعرق والنوع الاجتماعي والجنسانية، معروفا في المجتمع الأمريكي. 

## العنصرية
التمييز على أساس لون البشرة هو شكل من أشكال التمييز على أساس عنصري، إذ يُعامل الناس بشكل غير متكافئ بسبب لون البشرة. ظهرت في البداية في أمريكا أثناء العبودية. اعتاد العبيد أصحاب البشرة الفاتحة العمل داخل المنازل، في حين عمل أصحاب البشرة الداكنة في الخارج. مُرّر التعديل الثالث عشر لدستور الولايات المتحدة وألغى العبودية، في عام 1865، خلال فترة إعادة الإعمار بعد الحرب الأهلية. سرعان ما تبع ذلك التعديل الرابع عشر لدستور الولايات المتحدة، الذي منح الجنسية لجميع الأشخاص «الذين ولدوا أو جُنّسوا في الولايات المتحدة»، والتعديل الخامس عشر لدستور الولايات المتحدة الذي يحمي حقوق التصويت للجميع. سعت هذه التعديلات التي مُرّرت خلال عصر إعادة الإعمار لتمديد نطاق حماية للعبيد المحررين حديثا. أُدخلت قوانين جيم كرو في جنوب شرق الولايات المتحدة في سبعينيات القرن التاسع عشر.
روجت هذه القوانين لفكرة «منفصلون لكن متساوون» التي ظهرت لأول مرة في قضية بليسي ضد فيرغسون عام 1896، مما يعني أن جميع الأجناس متساوية، ولكن وجب أن يكون لديهم مرافق عامة منفصلة. كان الجمع بين الأجناس غير قانوني في معظم الأماكن مثل المدارس العامة ووسائل النقل العام والمطاعم. زادت هذه القوانين من التمييز والفصل في الولايات المتحدة. كانت المنتجات والأقسام المخصصة لـ «الملونين» أقل جودة وليست جيدة كالتي لـ «البيض فقط».
كانت نوافير المياه والحمامات ومقاعد الحديقة قليلة في المناطق التي فصلها القوقازيون بسبب قوانين جيم كرو. جعلت قوانين جيم كرو الحياة أكثر صعوبة بالنسبة للأميركيين الأفارقة والأشخاص الملونين بشكل منهجي. صعّبت القيام بالتصويت، إذ توجب على الأمريكيين الأفارقة إجراء اختبارات محو الأمية وخوض عقبات أخرى قبل الحصول على فرصة التصويت.
اختبر الرجال السود المثليون في الولايات المتحدة تمييزا متعدد الأشكال. يبلغ معدل الفقر بين أطفال الرجال الأمريكيين الأفارقة المثليين في الولايات المتحدة 52%، وهو أعلى معدل في البلاد. احتمال أن يعيش المثليون الأمريكيون من أصل أفريقي والمنخرطون في علاقات بفقر، هو ستة أضعاف احتمال الأمر بالنسبة للأزواج المثليين البيض. 

### النضال مرة أخرى
شاركت شخصيات كبيرة مثل مارتن لوثر كينغ الابن، ومالكولم إكس، وروزا باركس في مكافحة التمييز القائم على العرق في حركة الحقوق المدنية. أثار رفض روزا باركس التخلي عن مقعدها في الحافلة في عام 1955 مقاطعة حافلات مونتغمري، وهي حركة كبيرة في مونتغمري في ألاباما، وكانت حقبة أصيلة في بداية حركة الحقوق المدنية. دامت مقاطعة الحافلات حوالي 381 يومًا قبل أن تحكم المحكمة العليا بعدم دستورية المقاعد المنفصلة. قاد الدكتور مارتن لوثر كينغ الابن، الناشط والقس السلمي، العديد من هذه الاحتجاجات، داعياً إلى تحسين وضع الأمريكيين الأفارقة في مجتمع الأمريكيين. ساعد دوره في مقاطعة حافلات مونتغومري على تفعيل دوره في حركة الحقوق المدنية. نظم كينغ العديد من الاحتجاجات التي حضرها القوقازيون فضلا عن الأمريكيين من أصل أفريقي. اختار مالكوم إكس طريقا مختلفا عن كينغ الذي نظّم احتجاجات سلمية، إذ شدد وأنصاره من حركة أمة الإسلام على فكرة قوة السود، وفخر السود. يعتبر مالكوم إكس أحد الرواد في نضال السود ضد التمييز العنصري في الحياة اليومية، ليس فقط من وجهة نظر سياسية، على الرغم من أن نشاطاته كانت راديكالية، وخاصة عندما تعارضت مع نشاطات الدكتور كينغ.
ساعدت أفكاره المتعلقة بالقومية السوداء واستخدام العنف لمعاودة النضال على تحريض الجماعة السياسية في حزب الفهود السود للدفاع عن النفس، والتي أصبحت تعرف فيما بعد باسم حزب الفهود السود. أُنشئت المنظمة التي شكّلها بوبي سيل وهوي بي نيوتن، في أكتوبر عام 1966 في أوكلاند في كاليفورنيا. تشكلت حركة الفهود السود التي انطلقت لمواجهة دوريات الشرطة في ولاية أوكلاند، كمجموعة واحدة من مرتدي الأسود والمسلحين كما يُنظر لها، ولكن سرعان ما حصلت على دعم واسع النطاق في مدن مثل لوس أنجلوس وشيكاغو.
قامت حركة الفهود السود بالعديد من البرامج الاجتماعية مثل الإفطار المجاني لأطفال المدارس والعيادات المجانية عبر العديد من المدن، على الرغم من النظر إليهم على أنهم عصابة عنيفة وتشكل خطرا على المجتمع. حدد برنامج النقاط العشر للحركة ما ستناضل من أجله. أُسقطت الحركة في نهاية المطاف من قبل مكتب التحقيقات الفدرالي، بقيادة جاي إدغار هوفر في أوائل السبعينيات. لعبت عوامل أخرى مثل التوترات الداخلية، والصراعات المالية دورا في زوال حزب الفهود السود، واختفوا تماما بحلول عام 1982.
أصبحت حركة الحقوق المدنية ضخمة بعد حكم براون ضد مجلس التعليم في عام 1954. تحدى أوليفر براون مجلس التعليم في توبيكا في كاناس، عندما لم يُسمح لابنته بالتسجيل في أي من مدراس «البيض فقط» مدّعيا أن مبدأ «منفصلون لكن متساوون» ينتهك فقرة الحماية في التعديل الرابع عشر. واجهت روبي بريدجز ومجموعة ليتل روك ناين التمييز من قبل نظرائهم القوقازيين وآبائهم والمجتمع بشكل عام، خلال الفصل العنصري من المدارس. تكونت مجموعة ليتل روك ناين من تسعة طلاب أمريكيين من أصل أفريقي، تطوعوا لارتياد المدرسة الثانوية المركزية في ليتل روك في أركنساس. عانوا باستمرار من مشاكل مع العامة، وواجهوا معاملة قاسية من الطلاب الآخرين والآباء وحتى الحرس الوطني في ليتل روك. حدث تغيير عندما تدخل الرئيس دوايت دي أيزنهاور عن طريق إرسال قوات اتحادية لمرافقة الطلاب.
انضمت روبي بريدجز إلى حركة الحقوق المدنية في 14 نوفمبر 1960، عندما التحقت بمدرسة وليام فرانتز الابتدائية. وُضعت بريدجز في صف لوحدها نظرًا لعدم سماح كثير من الآباء لأطفالهم بالبقاء في فصلها، ودرّستها باربرا هنري، واعتادت أن تأكل وتقضي الاستراحة لوحدها في كثير من الأحيان. واجهت روبي وأسرتها الكثير من ردود فعل في جميع أنحاء ولاية لويزيانا بسبب إزالة الفصل العنصري، لكنهم تلقوا الدعم من العديد من الأشخاص في الشمال وتمكنت بريدجز من إنهاء العام.